# Maja Vidmar
Maja Vidmar (Kranj, 30 dicembre 1985) è un'arrampicatrice slovena.
Pratica le competizioni di difficoltà e l'arrampicata in falesia.

## Biografia
Ha cominciato ad arrampicare nel 1997  a dodici anni frequentando la palestra di arrampicata della sua città. L'anno successivo ha iniziato a gareggiare nella competizioni giovanili nazionali e nel 2000 in quelle europee, vincendole. Dal 2002 partecipa alle gare di Coppa del mondo. È anche una delle donne più forti in falesia con una salita di 8c+.
Ha vinto il La Sportiva Competition Award nel 2008.

## Palmarès

### Coppa del mondo
|      | 2002 | 2003 | 2004 | 2005 | 2006 | 2007 | 2008 | 2009 | 2010 | 2011 | 2012 | 2013 | 2014 |
| ---- | ---- | ---- | ---- | ---- | ---- | ---- | ---- | ---- | ---- | ---- | ---- | ---- | ---- |
| Lead | 9    | 12   | 8    | 2    | 4    | 1    | 2    | 3    | 7    | 3    | 11   | 16   | 7    |

### Campionato del mondo
|      | 2003 | 2005 | 2007 | 2009 | 2011 | 2012 | 2014 |
| ---- | ---- | ---- | ---- | ---- | ---- | ---- | ---- |
| Lead | 17   | 11   | 3    | 3    | 11   | 17   | 5    |

## Statistiche

### Podi in Coppa del mondo lead
| Stagione | 1º | 2º | 3º | Podi totali |
| -------- | -- | -- | -- | ----------- |
| 2002     |    | 1  |    | 1           |
| 2003     |    |    | 1  | 1           |
| 2004     |    |    | 2  | 2           |
| 2005     | 1  | 2  | 3  | 6           |
| 2006     | 1  | 1  | 2  | 4           |
| 2007     | 6  |    |    | 6           |
| 2008     | 2  | 1  | 1  | 4           |
| 2009     | 1  | 1  | 1  | 3           |
| 2010     |    |    | 1  | 1           |
| 2011     | 1  | 1  | 1  | 3           |
| 2012     |    |    | 3  | 3           |
| 2014     |    |    | 1  | 1           |
| Totale   | 12 | 7  | 16 | 35          |

## Falesia

### Lavorato
- 8c+/5.14c:
  - Attila Lunga - Baratro (ITA) - 18 giugno 2009[2]
- 8c/5.14b:
  - Strelovod - Mišja Peč (SLO) - 27 marzo 2009
  - Sikario Sanguinario - Baratro (ITA) - 12 settembre 2007
  - La peste nera - Baratro (ITA) - 12 settembre 2007
  - Osapski pajek - Mišja Peč (SLO) - 8 maggio 2006[3]

### A vista
- 8b+/5.14a:
  - Humildes pa casa - Oliana (ESP) - aprile 2010[4]
- 8b/5.13d:
  - Spartan wall - Kalymnos (GRE) - 26 maggio 2009

## Riconoscimenti
- La Sportiva Competition Award nel 2008